# Dokležovje
Dokležovje (węg: Murahely lub Deklezs, dialekt prekmurski:  Dekležovje, niem.: Neufellsdorf) – miejscowość w Słowenii w gminie Beltinci.